# Дать дуба в округе Юба
«Дать дуба в округе Юба» (англ. Breaking News in Yuba County) — американская комедия, снятая Тейтом Тейлором по сценарию Аманды Идоко. В главных ролях: Эллисон Дженни, Мила Кунис и Реджина Холл.
Премьера фильма в США состоялась 22 января 2021 года. В российский прокат он вышел 28 января.

## В ролях
- Эллисон Дженни — Сью Баттонс
- Мила Кунис — Нэнси
- Реджина Холл — Рамирес
- Аквафина — Кави
- Самира Уайли
- Бриджет Эверетт
- Джимми Симпсон — Пити
- Кеонг Сим
- Джульетт Льюис — Глория Майклс
- Ванда Сайкс — Рита
- Эллен Баркин — Дебби
- Доминик Бюрджесс — капитан Риггенс
- Мэттью Модайн — Карл Баттонс
- Крис Лоуэлл — Стив
- Клифтон Коллинс мл. — Радж

## Сюжет
Сью Баттонс — одинокая женщина средних лет, жаждущая любви. Сью практикует аффирмации: «Моя история имеет значение. Я самодостаточна. Я уверена в себе. В моей жизни все складывается прекрасно». Приходит ее день рождения, и она отправляется купить себе торт. Муж Сью Карл уходит утром на работу, кажется, забыв о ее дне рождения. В отчаянной попытке сделать этот день хоть немного лучше, и провести время с мужем, Сью идет за Карлом до его офиса. К своему ужасу, Сью видит, что Карл изменяет ей с другой женщиной. Увидев жену, Карл переживает сердечный приступ и падает на пол. Карл умирает, и Сью решает похоронить его тело вместе с вещами. И вдруг ее осеняет, что если сделать вид, что неверный муж таинственным образом исчез, это заставит людей говорить о ней и ей сочувствовать. В это время, весь округ Юба сопереживает семейной паре, у которой пропала дочь-тинейджер, а ведущая самой рейтинговой телепередачи посвящает девочке все эфиры. Так что Сью первым делом дает интервью работающей на ТВ сестре, и лишь потом дело начинает расследовать полиция. С каждым днём дело набирает обороты, а с оборотами возрастает и степень лжи. Сью ищет новые возможности чаще появляться на интервью и телепередачах (она всем говорит, что её мужа похитили из-за того, что он узнал кто похитил девочку-тинейджера).
Ситуацию усложняет азиатская мафия, которая пытается заполучить свои деньги, которые, пользуясь своим положением, отмывал Карл. А также брат Карла, который пытался «завязать» с криминалом, и после исчезновения брата, пытается узнать его местоположение. К делу также присоединяется назойливый детектив Рамирез, которая видит Сью насквозь, и самая первая догадалась о её преступлении, она единственная из полиции штата не верит в историю Сью о пропаже мужа, и пытается найти доказательства.
В итоге, ложь Сью приводит к ряду смертей, а сама Сью становится знаменитостью, и выпускает свою собственную книгу «о тех ужасных днях».

## Производство
Сценарий фильма Аманда Идоко написала по собственной пьесе («Punching Glass»). Изначально он назывался «Missing», но вскоре Идоко переименовала его, поскольку ей нравилось, как звучит родной город её подруги: Юба, Калифорния. В 2017 году сценарий попал в Чёрный список сценариев Голливуда, и продюсер Фрэнклин Леонард взял его в работу. Позже, продюсировать картину взялись также Джейк Джилленхол и Рива Маркер, представители студии Nine Stories.
В октябре 2018 года стало известно, что Эллисон Дженни и Лора Дерн присоединились к актёрскому составу фильма, а Тейт Тейлор выступит режиссёром картины по сценарию Аманды Идоко. В мае 2019 года Мила Кунис, Регина Холл, Аквафина, Самира Уайли, Бриджет Эверетт, Джимми Симпсон и Кеонг Сим присоединились к актёрскому составу, а Джульетт Льюис, Эллен Баркин и Ванда Сайкс вступили в переговоры. Лора Дерн была вынуждена отказаться от роли из-за проблем с графиком. В июне 2019 года Доминик Бюрджесс, Мэттью Модайн и Крис Лоуэлл присоединились к актёрскому составу. В июле 2019 года Клифтон Коллинс мл. присоединился к актёрскому составу.

### Съёмки
Съёмочный период начался 3 июня 2019 года. Съемки проходили недалеко от дома режиссера фильма, Тейта Тейлора, в Натчезе (Миссисипи).

## Релиз
В октябре 2020 года American International Pictures приобрела права на дистрибьюцию фильма. В российский прокат фильм «Дать дуба в округе Юба» вышел 28 января 2021 года

## Критика
Фильм получил негативные отзывы критиков. На сайте-агрегаторе рецензий Rotten Tomatoes у него 38 рецензий, из которых 11% положительные, средний балл составляет 4,1/10.